# علي الدميني
علي غرم الله الدميني الغامدي (10 مايو 1948 - 25 أبريل 2022) شاعر وروائي وصحافي سعودي، وكاتب وناشط إصلاحي حقوقي.

## سيرة
ولد الدميني في الباحة (السعودية) في 10 مايو 1948. أكمل دراسته الجامعية في جامعة الملك فهد للبترول والمعادن بالظهران، وحصل على شهادة في الهندسة الميكانيكية في العام 1974. وعمل نحو 8 سنوات في أرامكو في وظائف متعددة، ثم انتقل للعمل بالبنك الأهلي التجاري العام 1984.
تعد تجربة علي وأخيه الشاعر محمد الدميني في الشعر الحداثي من أهم التجارب في فترة الثمانينات الثرية، لوقوعها مبكرة في تلك الحقبة. وهو عضو في إدارة النادي الأدبي بالرياض منذ العام 1978.
أشرف الدميني على ملحق (المربد) الثقافي الشهير في الثمانينات في صحيفة اليوم، ومن ثم أسس مجلة (النص الجديد) الشهيرة وهي مجلة ثقافية طليعية من الدمام صدرت في مطلع الثمانينات واحتوت على تجارب ونصوص حداثية، أغلقت لاحقا.
تعد قصيدته (الخبت) من أشهر القصائد على المستوى العربي. وللدميني إنتاجات عديدة في الصحافة والمناشط الثقافية في المقال والنثر والقصيدة، وله - توثيقا لمسيرته النضالية - كتاب زمن للسجن...أزمنة للحرية، وكتاب نعم في الزنزانة لحن.

## أعماله
للدميني عدة دواويين شعرية، منها:
- رياح المواقع - 1987
- بياض الأزمنة - 1999
- مثلما نفتح الباب[13]
- بأجنحتها تدق اجراس النافذة - 1999
- خرز الوقت - 2016
- إشراقات رعوية لجسد الماء - 2018 (مختارات شعرية)

وفي الرواية:
- الغيمة الرصاصية: أطراف من سيرة سهل الجبلي - 1998 [14]
- أيام في القاهرة وليال أخرى - 2006[15]

وله أيضًا:
- زمن للسجن: أزمنة للحرية - 2005
- نعم في الزنزانة لحن
- أمام مرآة محمد العلي - 2012 [16]
- مجلة غصون [17]

كتب عنه:
- في الطريق إلى أبواب القصيدة: علي الدميني: دراسات وقراءات نقدية وشهادات عن تجربته الشعرية والثقافية - نادي المنطقة الشرقية الأدبي - 2015[18][19]
- قلق القوس والكتابة: قراءات نقدية في أوراق الشاعر علي الدميني - إعداد وإصدار جمعية الثقافة والفنون بالدمام - 2018[20]

## مسيرته
كان الدميني أحد النشطاء البارزين في الأحزاب السرية العمالية والحقوقية التي نشأت في مطلع الثمانينات بالسعودية وخصوصاً في المنطقة الشرقية ('النظام الأساسي للحكم في السعودية يحظر نصاً تكوين أي أحزاب أو جماعات أو نقابات من أي شكل ويحظر على أي سعودي الانضمام إليها داخل السعودية أو خارجها'). وقد سجن على اثر تبنيه وتوقيعه لعرائض تطالب بحرية الرأي والحقوق الشرعية للمواطنين، هو وقيادات الحزب السري، وتعرضوا للسجن على إثر ذلك. إلا أن الدميني أعتبر أيقونة لمشروع الإصلاح المدني في السعودية، خلفية اعتقاله مع قيادات الإصلاح المدني في السعودية في 2004م، هو وعبد الله الحامد ود.متروك الفالح من القيادات التي بلورت بيانات وعرائض الإصلاح المقدمة إلى العاهل السعودي، والتي كان سقفها عريضتي الرؤية وعريضة الدستور أولا الشهيرة والتي كان من أهم مطالبها التحول إلى ملكية دستورية وتطبيق الدستور الشرعي وفصل السلطات الثلاثة وإصلاح القضاء والمطالبة بمحاكم علنية، واعتقل على اثرها مع 11 من قيادات الإصلاح، وانتهى الأمر بالحكم عليه بالسجن لتسع سنوات، قبل أن يتدخل الملك عبد الله بعفو ملكي خلال أقل من أسبوع بعد توليه الحكم، وبعد مرور أقل من سنتين على اعتقالهم.